# 长足石豆兰
阿里山豆蘭（学名：Bulbophyllum pectinatum），又名长足石豆兰，为蘭科豆蘭屬下的一个种。

## 扩展阅读
- 維基物種上的相關：阿里山豆蘭